# Temporalis (kasus)
Temporalis (förkortat: TEMP) är ett grammatiskt kasus som anger en tidpunkt. Kasuset förekommer i ungerska med suffixet -kor. Exempelvis hétkor ”vid sju” eller hét órakor ”klockan sju”; éjfélkor ”vid midnatt”; karácsonykor ”vid jul”. Detta är ett av de få suffix i ungerskan för vilka regler om vokalharmoni inte gäller.